# Metropolitan Borough of Bolton
 Metropolitan Borough of Bolton är ett storstadsdistrikt (kommun) i Greater Manchester i England,  Storbritannien. Distriktet har 298 903 invånare (2022). Hvuudort är Bolton.
Större orter är Bolton, Farnworth, Horwich, Kearsley,  Little Lever och Westhoughton.
Större delen av distriktet ingår inte i någon civil parish. Det finns endast tre samhällen med en civil parish; Blackrod, Horwich och Westhoughton.